# 新村出
新村 出（しんむら いずる、1876年（明治9年）10月4日 - 1967年（昭和42年）8月17日）は、日本の言語学者・文献学者。京都大学名誉教授。

## 来歴
旧幕臣で当時山口県令を務めていた関口隆吉の次男として現在の山口市道場門前に生まれる。「出」という名は、父親が山口県と山形県の県令だったことから「山」という字を重ねて命名された。

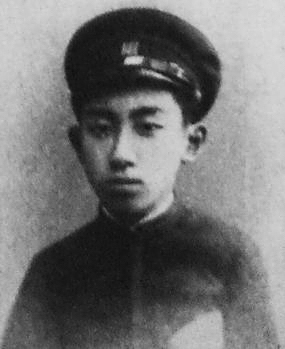
15歳

1889年（明治22年）4月に父・隆吉が機関車事故により不慮の死を遂げた後、徳川別家の家扶で、慶喜の側室新村信の養父にあたり元小姓頭取の新村猛雄の養子となる。慶喜の多彩な趣味のひとつに写真撮影があったが、彼の遺した写真の中には若き日の出の姿を写したものもある。出は別家で子弟の家庭教師も務めていた。

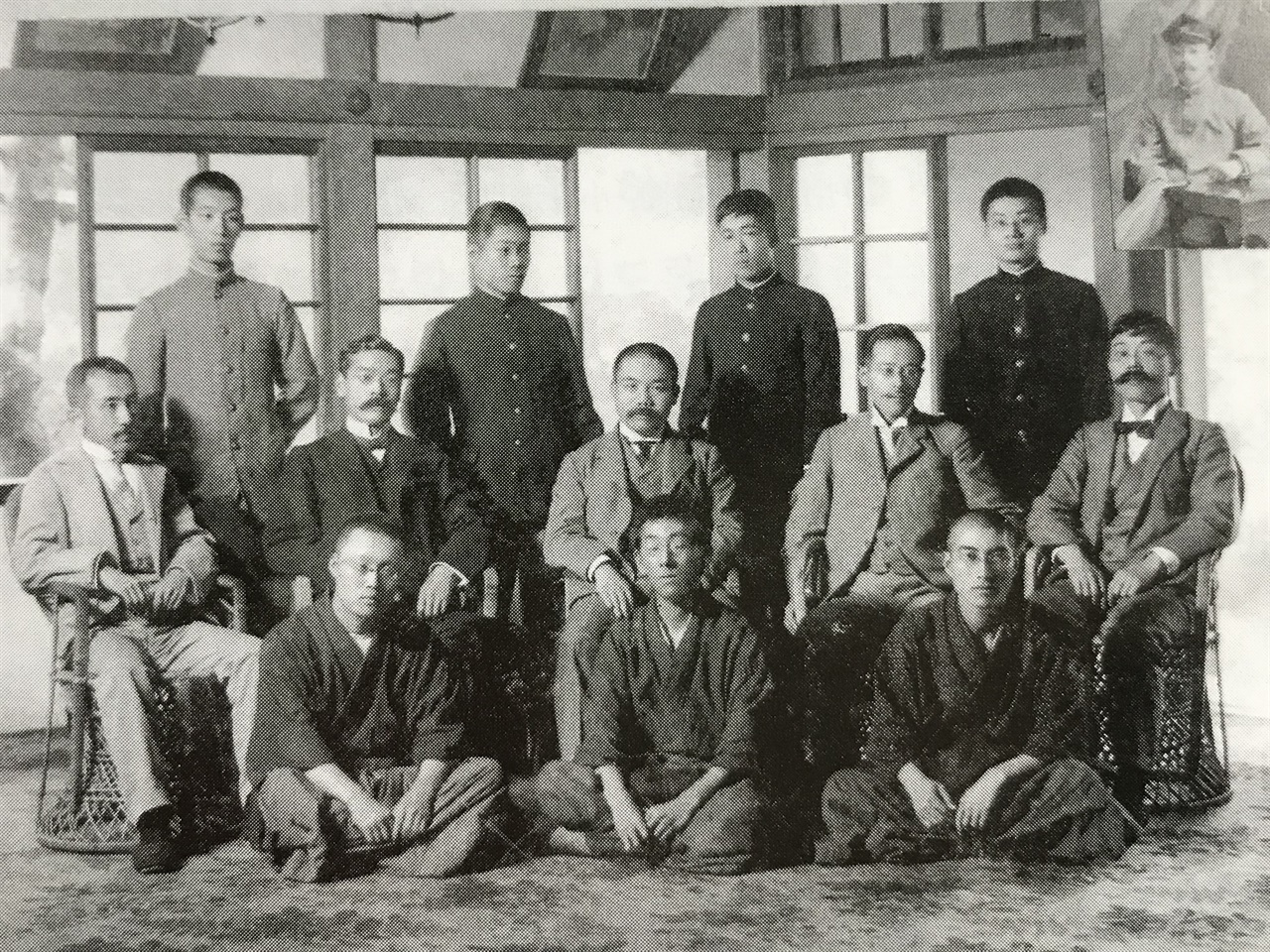
東京帝国大学言語学科（1905年）。
前列右から小倉進平、伊波普猷、神田城太郎。中列右から保科孝一、八杉貞利、上田万年、藤岡勝二、新村出。後列右から橋本進吉、徳沢（徳沢健三？）、後藤朝太郎、金田一京助。
伊波普猷生誕百年記念会編『伊波普猷 : 1876-1947 生誕百年記念アルバム』1976年、19頁。

静岡県尋常中学校（現・静岡県立静岡高等学校）、第一高等学校を経て、1899年（明治32年）東京帝国大学文科大学博言学科卒業。在学中は上田萬年の指導を受けた。この頃からの友人として亀田次郎がおり、のちに『音韻分布図』を共同して出版した。国語研究室助手を経て、1902年（明治35年）に東京高等師範学校教授となり、1904年（明治37年）には東京帝国大学助教授を兼任した。
1906年（明治38年）から1909年（同41年）までイギリス・ドイツ・フランスに留学し、言語学研究に従事する。その間、1907年（明治39年）に京都帝国大学助教授、帰朝後に同教授となった。言語学講座を担当し、1910年（明治43年）には文学博士、1928年（昭和3年）には帝国学士院会員となる。1936年（昭和10年）に定年退官した。
1933年（昭和8年）、宮中の講書始の控えメンバーに選ばれた後、1935年（昭和10年）には正メンバーに選ばれた。同年1月28日、昭和天皇に国書の進講を行った。
1947年（昭和22年）6月9日、昭和天皇が京都に行幸（昭和天皇の戦後巡幸）した際、川田順、吉井勇、谷崎潤一郎とともに京都大宮御所に召し出され座談会に参加した。新村は、関東・関西の両方言の話題提供を行った。
1953年（昭和28年）正月には宮中歌会始召人となった。

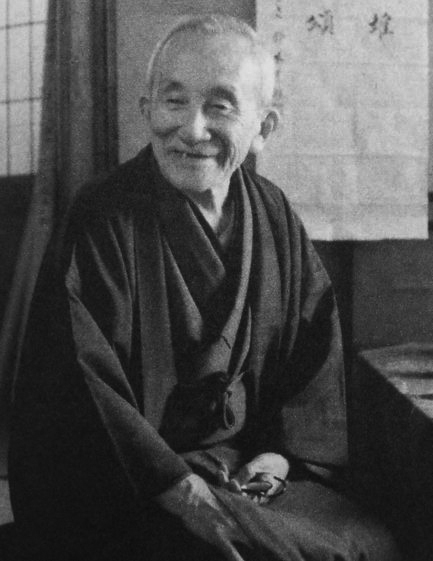
1956年

1956年（昭和31年）文化勲章受章。1967年（昭和42年）の死去時に賜・銀杯一組。墓所は京都市中京区の本能寺と新宿区日宗寺。

### 没後
出の業績は『全集』（筑摩書房）にまとめられた。また、出の業績を記念して1982年（昭和57年）から毎年、優れた日本語学や言語学の研究者や団体に対し「新村出賞」が授与されている。

## 業績
出が言語学を志した頃は、上田万年が東京帝国大学に国語研究室を設立して本格的に言語研究を推進しようとしていた時期でもあった。出もその1人として、日本の言語学の黎明期を牽引した。
出はキリシタン語の資料研究などを行い、いわゆる「キリシタン資料」の語学的価値を明らかにした草分けでもある。南蛮交易研究や吉利支丹文学（キリシタン版関連）は、平凡社東洋文庫などで再刊されている。
出は語源学にも真摯に取り組んだ。腹が立ちそうな言葉を投げかけられても、微塵も気にせずにその言葉そのものを語学的に考証するなど、難解な言葉から些細な日常の言葉まで材料にしていた。
出は終生京都に在住して辞書編纂に専念し、1955年（昭和30年）に初版が発刊された『広辞苑』の編纂・著者として知られる。息子の新村猛がこの共同作業に当たった。出は新仮名遣いに反対し、当初予定の『廣辭苑』が『広辞苑』に変更になったときは一晩泣き明かしたという。そのため『広辞苑』の前文は、新仮名遣いでも旧仮名遣いでも同じになるように書き、せめてもの抵抗をした。また、出は形容動詞を認めなかったため『広辞苑』には形容動詞の概念がない。

## 人物

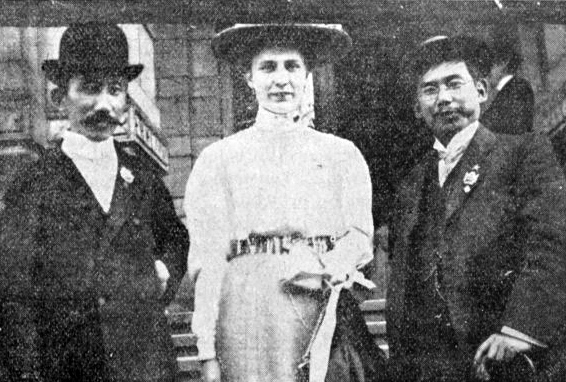
第4回世界エスペラント大会に参加した新村出（左端）。右端は黒板勝美。

出はエスペランティストでもあった。1908年にドレスデンで行われた第4回世界エスペラント大会に日本政府代表として日本エスペラント協会代表の黒板勝美とともに参加している。
谷崎潤一郎を通じ、女優の高峰秀子と交流を持つようになる。自宅に招いた際は、玄関や書斎を高峰のポスターやノベルティで飾り、高峰を驚かせたという。また「高峰のあめりかだより夕刊に出でしまわりに赤い線引く」と詠んだ。
同世代の歌人佐佐木信綱とは終生の友人で『佐新書簡　新村出宛佐佐木信綱書簡』（竹柏会心の花、2019年）がある。

## 栄典
- 1915年（大正4年）1月11日 - 正五位[12]
- 1936年（昭和11年）
  - 7月 - 勲一等瑞宝章
  - 11月 - 正三位
- 1956年（昭和31年）11月
  - 文化功労者
  - 文化勲章
  - 京都市名誉市民[13]

## 家族
- 父：関口隆吉
- 兄弟：関口壮吉、加藤周蔵、関口鯉吉、関口隆正、関口操、関口万寿
- 妻・とよ子 ‐ 数学者・荒川重平の長女[14]。荒川重平（1851－1933）は幕臣の子で、維新後駿河に移住、沼津兵学校を経て海軍に出仕、数学教師として海軍兵学寮、海軍兵学校、海軍大学校で教え、洋算の普及に貢献した[15][16]。
- 長男・新村秀一 ‐ 妻の幸子は大山巌と渡辺千秋の孫、渡辺昭の妹。幸子の姉妹の夫に平賀敏三男の平賀毅（富士火災海上保険社長）、井上清一
- 長女・ゆき ‐ 日東製粉社長・谷村順蔵の妻。順蔵（1892-1970）は藤本ビルブローカー銀行会長・谷村一太郎の長男で、三高から京大へ進み、同大ラグビー部創設者でもあった。その弟の谷村敬介は大東京火災海上保険社長。[14][17][18]
- 次男：新村猛
- 孫：新村祐一郎（西洋史学者）、新村徹、新村恭（編集者）[注 2]
- 相婿・八角三郎

## 著書

### 単著
- 『南蛮記』 東亜堂書房、1915年
- 『南蛮更紗』 改造社、1924年
- 『典籍叢談』 岡書院、1925年
- 『南蛮廣記』 岩波書店、1925年
- 『続 南蛮廣記』 岩波書店、1925年
- 『船舶史考』 更生閣、1927年
- 『東方言語史叢考』 岩波書店、1927年
- 『薩道先生景仰録　吉利支丹研究史回顧』「ぐろりあ叢書」ぐろりあそさえて、1929年
- 『東亜語源志』 岡書院、1930年
- 『南国巡礼』 梓書房、1930年
- 『琅玕記』 改造社、1930年
- 『言語学概説　続国文学講座』 国文学講座刊行会、1933年
- 『史伝叢考』 楽浪書院、1934年
- 『典籍散語』 書物展望社、1934年
- 『遠西叢考』 楽浪書院、1935年
- 『花鳥草紙』 中央公論社、1935年
- 『言語学概論』 日本文学社、1935年
- 『随筆 橿』 靖文社、1940年
- 『日本の言葉』 創元社〈創元選書〉、1940年
- 『国語問題正義』 白水社、1941年
- 『重山集』 草木社出版部、1941年
- 『日本吉利支丹文化史』 地人書館（大観日本文化史薦書）、1941年
- 『言葉の歴史』 創元社〈創元選書〉、1942年
- 『随筆 ちぎれ雲』 甲鳥書林、1942年
- 『日本晴』 靖文社、1942年
- 『言語学序説』[注 3] 星野書店、1943年
- 『国語学叢録』 一条書房、1943年
- 『国語の規準』 敞文館（黎明選書）、1943年
- 『新村出選集』全4巻、甲鳥書林、1943–1947年
- 『朝霞随筆』 湯川弘文社、1943年
- 『南方記』 明治書房、1943年
- 『外来語の話』 新日本図書、1944年
- 『典籍雑考』 筑摩書房、1944年
- 『童心録』 靖文社、1946年
- 『あけぼの』 大八洲出版、1947年
- 『吉利支丹研究余録』 国立書院、1948年
- 『松笠集』 河原書店、1948年
- 『万葉苑枯葉』 生活社、1948年
- 『語源をさぐる 第1』 岡書院、1951年。この巻のみ
  - 『言葉の今昔』 河出書房（河出新書）、1956年
- 『五月富士』 読売新聞社（読売新書）、1955年

### 全集
- 『新村出全集（全15巻）』筑摩書房、1971年 - 1973年。

1. 『言語研究篇I』1971年。
2. 『言語研究篇II』1972年。
3. 『言語研究篇III』1972年。
4. 『言語研究篇IV』1971年。
5. 『南蠻紅毛篇I』1971年。
6. 『南蠻紅毛篇II』1973年。
7. 『南蠻紅毛篇III』1973年。
8. 『書誌典籍篇I』1972年。
9. 『書誌典籍篇II/史伝考証篇I』1972年。
10. 『史伝考証篇II』1971年。
11. 『随筆篇I』1971年。
12. 『随筆篇II』1973年。
13. 『随筆篇III』1972年。
14. 『随筆篇IV』1972年。
15. 『短歌篇・書簡篇』1973年。

- 『新村出全集索引』新村出記念財団、1983年3月。
- 『美意延年　新村出追悼文集』（新村猛編）、新村出遺著刊行会、1981年

### 没後出版
- 『歌集 白芙蓉』 初音書房、1968年
- 『新村出 国語学概説』 金田一京助 筆録・金田一春彦 校訂、教育出版（シリーズ名講義ノート）、1974年
- 『語源をさぐる　語源叢談一』 教育出版、1976年／旺文社文庫（新編）、1981年。新村徹校訂
  - 『語源をさぐる』 講談社文芸文庫、1995年
  - 『広辞苑先生、語源をさぐる』 河出文庫、2018年
- 『日本語漫談　語源叢談二』 教育出版、1976年
- 『外来語の話　語源叢談三』 教育出版、1976年／講談社文芸文庫、1995年
- 『言葉の散歩道　語源叢談四』 教育出版、1976年
- 『新編 琅玕記』 旺文社文庫、1981年／講談社文芸文庫、1994年。新村徹編
- 『新村出集　現代の随想24』 彌生書房、1982年。新村猛編
  - 『新村出随筆集』平凡社ライブラリー、2020年
- 『南蛮更紗』 平凡社東洋文庫、1995年、ワイド版2009年
- 『新編 南蛮更紗』 講談社文芸文庫、1996年。『南蛮広記』も一部収録
- 『わが学問生活の七十年ほか』「人間の記録」日本図書センター、1998年

### 編著
- 『異国情趣集』 更生閣書店、1928年
- 『辞苑』 博文館、1935年
- 『言苑』 博文館、1938年
- 『万葉図録 文献篇』、『地理篇』 佐佐木信綱 共編、靖文社、1940年
- 『聖徳太子御年譜』 山口書店、1943年
- 『言林』昭和24年版、全国書房、1949年
  - 『言林』新版、小学館、1961年、NDLJP:8312684
- 『国語博辞典』 甲鳥書林、1952年
- 『新辞林』 清文堂書店、1953年
- 『新辞泉』 清文堂書店、1954年
- 『広辞苑』 岩波書店、1955年（第1版）
- 『鑑賞小倉百人一首』 洛文社、1964年（第2版）

### 翻訳・校訂・共著
- 『イエスペルセン氏 言語進歩論』 東京専門学校出版部、1901年
- 『佐久間象山先生』 象山会、久保田収 共著、1964年
- 『文禄旧訳 伊曽保物語』 開成館、1911年
- 『天草本伊曽保物語 : 文禄旧訳』（校註）改造社、1928年。
- 『天草本 伊曽保物語』 岩波文庫、1939年。復刊1997年ほか
- 『吉利支丹文学集』（全2巻）、柊源一共編･校註
- 朝日新聞社（日本古典全書）、1957–60年／平凡社東洋文庫、1993年、ワイド版2008年
- 『近代浪漫派文庫18　山田孝雄　新村出[19]』 新学社、2006年